# Sveriges försvarspolitik
Sveriges försvarspolitik syftar till att skydda Sveriges säkerhet och självständighet. Den formas av Sveriges riksdag genom regelbundna försvarsbeslut, där mål för Försvarsmakten och totalförsvaret fastställs, och som baseras på regeringens propositioner och underlag från Försvarsberedningen.
Efter kalla kriget skiftade försvarspolitiken fokus från ett invasionsförsvar till en anpassning mot internationella insatser. På grund av ett förändrat säkerhetsläge i Östersjöregionen har politiken senare fokuserat på ett återuppbyggt nationellt militärt och civilt totalförsvar. Sverige samarbetar även med EU, FN och Nato, sedan 2024 som medlemmar, för att förbättra sin försvarsförmåga.

## Historik
Sveriges försvarspolitik har utvecklats i takt med förändringar i säkerhetsläget och politiska prioriteringar. Under 1900-talet präglades den av en politik baserad på alliansfrihet i fredstid och neutralitet i krigstid. Under andra världskriget och kalla kriget upprätthölls ett omfattande invasionsförsvar, byggt på värnplikt och territoriell försvarsplanering.
Efter kalla krigets slut förändrades försvarspolitiken genom en rad försvarsbeslut, där Försvarsbeslutet 1996 markerade början på en neddragning av invasionsförsvaret till förmån för ett insatsförsvar med ökat fokus på internationella insatser. Försvarsbeslutet 2000 fortsatte denna inriktning, vilket innebar en minskning av förband och förmågor. Nedrustningen förstärktes ytterligare genom Försvarsbeslutet 2004, där stora delar av det territoriella försvaret avvecklades och värnplikten blev vilande från 2010.
Den säkerhetspolitiska utvecklingen i Europa, särskilt efter Rysslands ockupation och annektering av Krim 2014, ledde till ett förändrat fokus i Försvarsbeslutet 2015, där satsningar på totalförsvaret återupptogs. Värnplikten återinfördes 2017, och i Försvarsbeslutet 2020 beslutades en kraftig upprustning av Försvarsmakten, med utökade försvarsanslag och återuppbyggnad av regementen och flottiljer.
Efter Rysslands invasion av Ukraina 2022 skedde en historisk omorientering av Sveriges försvarspolitik. Sveriges ansökan om Nato-medlemskap 2022 och det efterföljande medlemskapet 2024 innebär att försvarspolitiken nu bygger på kollektivt försvar inom ramen för Natos säkerhetsgarantier, samtidigt som det nationella totalförsvaret fortsätter att stärkas.